# Informationslinguistik
Informationslinguistik untersucht sprachliche Probleme der Textanalyse. Diese treten z. B. im Kontext des Information Retrieval auf. Informationslinguistik befasst sich mit der Verarbeitung natürlicher Sprache in und für Informationssysteme. Informationslinguistik ist eine wissenschaftliche Disziplin zwischen Informationswissenschaft und Computerlinguistik.